# 88 v. Chr.
Portal Geschichte | Portal Biografien | Aktuelle Ereignisse | Jahreskalender | Tagesartikel

◄ |
2. Jahrhundert v. Chr. |
1. Jahrhundert v. Chr. |
1. Jahrhundert |
►

◄ | 100er v. Chr. | 90er v. Chr. | 80er v. Chr. | 70er v. Chr. |
60er v. Chr. |
►

◄◄ | ◄ | 91 v. Chr. | 90 v. Chr. | 89 v. Chr. | 88 v. Chr. |
87 v. Chr. |
86 v. Chr. |
85 v. Chr. |
► |
►►
Staatsoberhäupter

## Ereignisse

### Politik und Weltgeschehen
- In Kleinasien werden auf Befehl von Mithridates VI. etwa 80 000 Römer ermordet (Vesper von Ephesos). Dies ist der Anlass zum 1. Mithridatischen Krieg. Ursache waren zu hohe Steuern und Tributzahlungen an das Römische Reich. Wegen der empfindlichen Schwächung der römischen Armee werden die Forderungen zeitweise eingestellt. Dies führt in Rom zu einer Geldverknappung, und es setzen massive Hortungen ein, die den Geldumlauf und dadurch die Wirtschaft fast völlig zum Erliegen bringen. In der Folge kommt es immer wieder zu Kriegen, die als einzige Möglichkeit zur Wirtschaftserholung angesehen werden.
- Beginn des Mithridatischen Krieges: Mithridates VI., der König von Pontos, vereinigt sich mit den anatolischen Piratenstaaten, um die Römer aus Anatolien zu vertreiben.

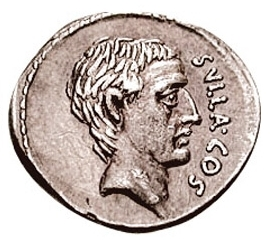
Sulla

- Sullas Truppen erobern Rom. Er amtiert als dictator rei publicae constituendae.
- Der ägyptische Pharao Ptolemaios X. fällt bei dem Versuch, Zypern zu erobern. Nachfolger wird sein älterer Bruder Ptolemaios IX., der auch schon sein Vorgänger war.

### Wissenschaft und Technik
- Der Leiter der Platonischen Akademie, Philon von Larisa, flieht mit einem Teil seiner Schüler vor der Tyrannis in Athen nach Rom.

## Geboren
- um 88 v. Chr.: Cornelia Fausta, römische Adlige
- um 88 v. Chr.: Faustus Cornelius Sulla, römischer Politiker († 46 v. Chr.)

## Gestorben
- Marcus Aemilius Scaurus der Ältere, Politiker der römischen Republik (* um 163 v. Chr.)
- Demetrios III., König des Seleukidenreiches (* um 115 v. Chr.)
- Mithridates II., parthischer König
- Quintus Pompeius Rufus, römischer Politiker
- Quintus Pompeius Rufus, römischer Politiker, Schwiegervater Caesars
- Quintus Poppaedius Silo, Feldherr der Italiker im Bundesgenossenkrieg
- Ptolemaios X., ägyptischer Pharao
- Publius Sulpicius Rufus, römischer Politiker (* um 121 v. Chr.)